# Wspólnota administracyjna Bruchsal
Wspólnota administracyjna Bruchsal – wspólnota administracyjna (niem. Vereinbarte Verwaltungsgemeinschaft) w Niemczech, w kraju związkowym Badenia-Wirtembergia, w rejencji Karlsruhe, w regionie Mittlerer Oberrhein, w powiecie Karlsruhe. Siedziba wspólnoty znajduje się w mieście Bruchsal, przewodniczącym jej jest Bernd Doll.
Wspólnota administracyjna zrzesza jedno miasto i trzy gminy wiejskie:
- Bruchsal, miasto, 43 224 mieszkańców, 93,02 km²
- Forst, 7 836 mieszkańców, 11,47 km²
- Hambrücken, 5 456 mieszkańców, 10,97 km²
- Karlsdorf-Neuthard, 9 972 mieszkańców, 14,01 km²